# Quadro de medalhas dos Jogos Olímpicos de Inverno de 1976
Este é o quadro de medalhas dos Jogos Olímpicos de Inverno de 1976, realizados em Innsbruck, Áustria. O ordenamento é feito pelo número de medalhas de ouro, estando as medalhas de prata e bronze como critérios de desempate em caso de países com o mesmo número de ouros. Se, após esse critério, os países continuarem empatados, posicionamento igual é dado e eles são listados alfabeticamente. Este é o sistema utilizado pelo Comitê Olímpico Internacional.
| Ordem | País                   | Medalha de ouro | Medalha de prata | Medalha de bronze |     |
| ----- | ---------------------- | --------------- | ---------------- | ----------------- | --- |
| 1     | URS União Soviética    | 13              | 6                | 8                 | 27  |
| 2     | GDR Alemanha Oriental  | 7               | 5                | 7                 | 19  |
| 3     | USA Estados Unidos     | 3               | 3                | 4                 | 10  |
| 4     | NOR Noruega            | 3               | 3                | 1                 | 7   |
| 5     | FRG Alemanha Ocidental | 2               | 5                | 3                 | 10  |
| 6     | FIN Finlândia          | 2               | 4                | 1                 | 7   |
| 7     | AUT Áustria            | 2               | 2                | 2                 | 6   |
| 8     | SUI Suíça              | 1               | 3                | 1                 | 5   |
| 9     | NED Países Baixos      | 1               | 2                | 3                 | 6   |
| 10    | ITA Itália             | 1               | 2                | 1                 | 4   |
| 11    | CAN Canadá             | 1               | 1                | 1                 | 3   |
| 12    | GBR Grã-Bretanha       | 1               |                  |                   | 1   |
| 13    | TCH Checoslováquia     |                 | 1                |                   | 1   |
| 14    | LIE Liechtenstein      |                 |                  | 2                 | 2   |
| 14    | SWE Suécia             |                 |                  | 2                 | 2   |
| 16    | FRA França             |                 |                  | 1                 | 1   |
| TOTAL | TOTAL                  | 37              | 37               | 37                | 111 |

## Referência
- Quadro de medalhas - Innsbruck 1976, página do Comitê Olímpico Internacional